# Índice Estandarizado de Precipitación y Evapotranspiración
El Índice Estandarizado de Precipitación y Evapotranspiración (SPEI, en sus siglas en inglés) es un índice de sequía multiescalar basado en datos climáticos. Puede utilizarse para determinar el inicio, la duración y la magnitud de las condiciones de sequía con respecto a las condiciones normales en gran variedad de sistemas naturales y gestionados tales como cultivos, ecosistemas, ríos, recursos hídricos, etc.